# Мьюр, Вильям
Ви́льям Мьюр (англ. William Muir; 1819, Глазго — 1905, Эдинбург) — британский исламовед, чиновник колониальной администрации в Британской Индии. Один из основателей Аллахабадского университета. Брат санскритолога Джона Мьюра. 

## Биография
Родился в 1819 году в Глазго. Окончил Эдинбургский университет.
Служил губернатором северо-западных провинций Индии (1868—1874), затем членом совета по делам Индии в Лондоне.
В 1884 году был избран председателем Королевского азиатского общества Великобритании и Ирландии.
Автор гипотезы о так называемых Сатанинских аятах.

## Труды
- The life of Mahomet and history of Islam (1858—61; 3 изд. 1894).
- Annals of early caliphate (1883).
- Rise and decline of Islam (1883).
- The caliphate, its rise, decline and fall (1892).